# Prayagraj (district)
Prayagraj (Hindi: प्रयागराज, Prayāgrāj), tot 2019 Allahabad genoemd, is een district van de Indiase staat Uttar Pradesh. Het district telt 4.941.510 inwoners (2001) en heeft een oppervlakte van 5424 km².
Het district Prayagraj maakt deel uit van de gelijknamige divisie. De hoofdstad is Prayagraj (Allahabad). Andere plaatsen binnen het district zijn onder meer Jhusi, Handia, Phulpur, Mau Aima, Bharatganj, Koraon en Shankargarh.
In Prayagraj vloeien twee van India's belangrijkste rivieren samen: de Yamuna en de Ganges. Ook de Tamsa stroomt door het district en mondt er in de Ganges uit. In het zuiden grenst Prayagraj aan de staat Madhya Pradesh.
Hoofdstad: Lucknow
Districten:
Divisie Agra: Agra · Firozabad · Mainpuri · Mathura
Divisie Aligarh: Aligarh · Etah · Hathras · Kasganj
Divisie Ayodhya (Faizabad): Ambedkar Nagar · Amethi · Ayodhya (Faizabad) · Barabanki · Sultanpur
Divisie Azamgarh: Azamgarh · Ballia · Mau
Divisie Bareilly: Bareilly · Budaun · Pilibhit · Shahjahanpur
Divisie Basti: Basti · Sant Kabir Nagar · Siddharthnagar
Divisie Benares (Varanasi): Benares (Varanasi) · Chandauli · Ghazipur · Jaunpur
Divisie Chitrakoot: Banda · Chitrakoot · Hamirpur · Mahoba
Divisie Devipatan: Bahraich · Balrampur · Gonda · Shravasti
Divisie Gorakhpur: Deoria · Gorakhpur · Kushinagar · Maharajganj
Divisie Jhansi: Jalaun · Jhansi · Lalitpur
Divisie Kanpur: Auraiya · Etawah · Farrukhabad · Kannauj · Kanpur Dehat · Kanpur Nagar
Divisie Lucknow: Hardoi · Lakhimpur Kheri · Lucknow · Raebareli · Sitapur · Unnao
Divisie Meerut: Bagpat · Bulandshahr · Gautam Buddha Nagar · Ghaziabad · Hapur · Meerut
Divisie Mirzapur: Bhadohi · Mirzapur · Sonbhadra
Divisie Moradabad: Amroha · Bijnor · Moradabad · Rampur · Sambhal
Divisie Prayagraj (Allahabad): Fatehpur · Kaushambi · Pratapgarh · Prayagraj (Allahabad)
Divisie Saharanpur: Muzaffarnagar · Saharanpur · Shamli